# Кравчук Ірина Сергіївна
Ірина Сергіївна Кравчук (2 грудня 1933, м. Одеса — 2 січня 2021) — українська акторка. Дочка Сергія Кореняка, дружина Анатолія, мати Олексія Кравчуків. Заслужена артистка УРСР (1978).

## Життєпис
1957 року закінчила курс Володимира Неллі Київського інституту театрального мистецтва.
Грала в Кам'янець-Подільському російському драматичному театрі (Хмельницька область), Хмельницькому українському музично-драматичному театрі ім. Г. Петровського (1959—1960), театрі Червонопрапорного Балтійського флоту (1960—1964; м. Лієпая, Латвія), Львівському драматичному театрі Західного оперативного командування (1964—1971, 1972—1978, 1986—1998), Львівському українському драматичному театрі імені Марії Заньковецької (1980—1986).

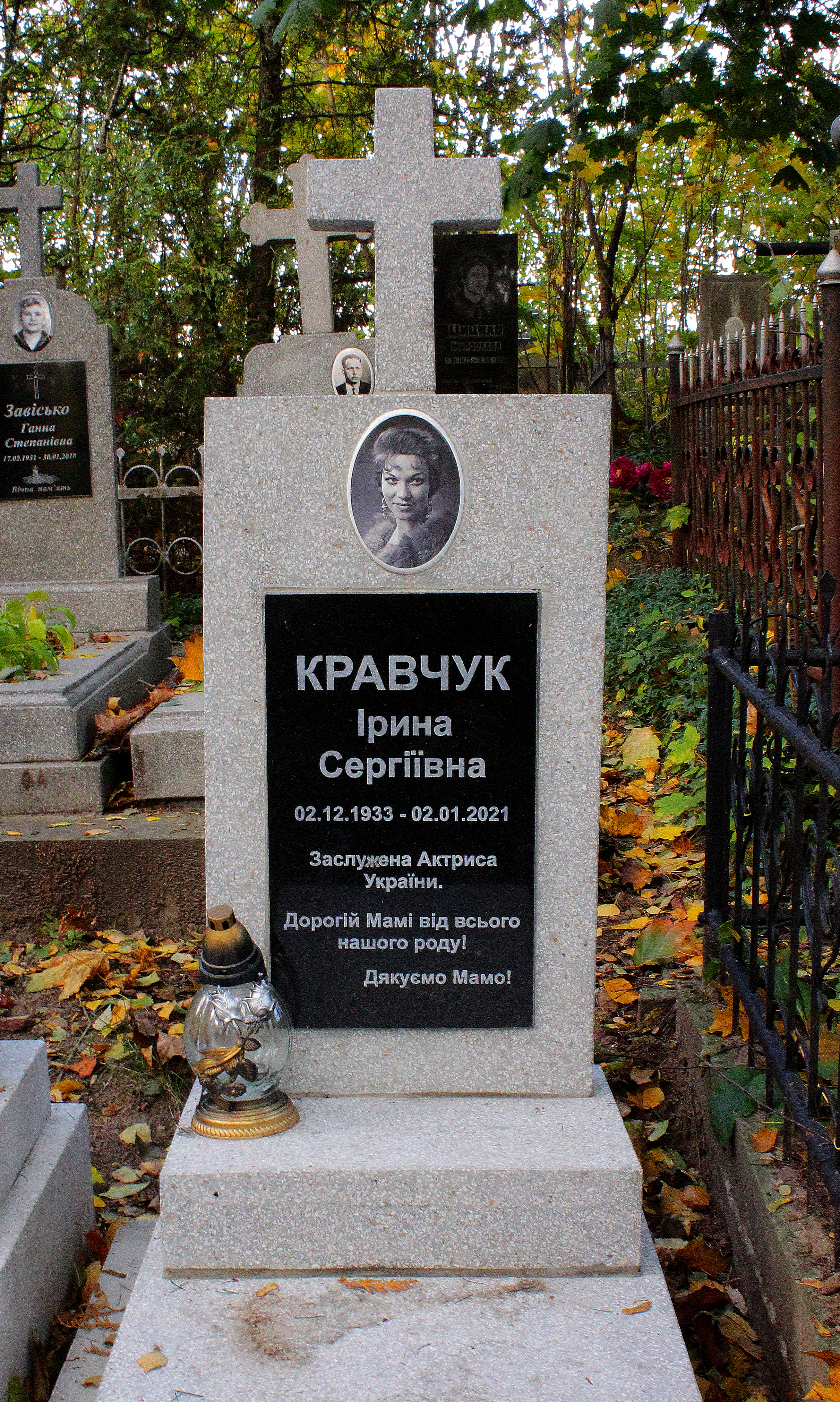

Померла у Львові, похована на 36 полі Янівського цвинтаря.

## Ролі
- Наташа — «Веселка» М. Зарудного, «Суд матері» І. Рачади,
- Чобочка — «Санітарний день» О. Коломійця,
- Предслава — «Сон князя Святослава» І. Франка,
- Тетяна — «У неділю рано зілля копала» за О. Кобилянською,
- Сестра Альбіна — «Адвокат Мартіан» Лесі Українки,
- Івдя — «Отак загинув Гуска» М. Куліша,
- Абракадабра — «Казка про підступну чарівницю та про смільчаків» Ю. Проданова, Б. Бреєва,
- Марія — «Мати Ісуса» О. Володіна,
- Гелена — «Варшавська мелодія» Л. Зоріна,
- Людмила — «Пізнє кохання» О. Островського,
- Ксеня — «Декілька днів без війни» за К. Симоновим,
- Любов — «Останні» М. Горького,
- Фру Альвінґ — «Привиди» Г. Ібсена,
- Джулія — «Два веронці» В. Шекспіра,
- Леді Хеф — «Бал злодіїв» Ж. Ануя.